# Woldstedtius flavicauda
Woldstedtius flavicauda là một loài tò vò trong họ Ichneumonidae.